# Megaron
Megaron (starogrčki: μέγαρον, množina megara) je središnja dvorana palača mikenske kulture; arhitektonska prethodnica grčkog hrama.
S prednje strane trijem i stupovi. Središnji dio je uzdignut na par stuba i okružen sa četiri stupa te osvijetljen središnjim otvorom na krovu i bočnim prozorima.
Kraljevska gostinjska soba, vijećnica i pozornica, ali i dvorana za vjerske ceremonije. Bile su potpuno oslikane i ukrašene u minojskom stilu.

Najslavniji megaroni su u palačama u Mikeni i Tirintu, od koji je ova druga imala i prijestolje na zidu suprotnom od ulaza i četiri minojska stupa u središtu. Odisejev megaron je detaljno opisan u Homerovoj Odiseji.